# SX Phoenicis
SX Phoenicis ist ein Stern in einer Entfernung von etwa 270 Lichtjahren. Er ist der Prototyp der SX-Phoenix-Sterne, welche zu den Pulsationsveränderlichen Sternen gehören.